# Інженерна статистика
Інженерна статистика поєднує інженерію та статистику з використанням наукових методів для аналізу даних. Інженерна статистика включає дані про виробничі процеси, такі як: розміри компонентів, допуски, тип матеріалу та контроль процесу виготовлення. Існує багато методів, що використовуються в інженерному аналізі, і вони часто показуються у вигляді гістограм для наочності даних, а не просто в числовому вигляді. Приклади методів:
1. Планування експерименту — це методологія для формулювання наукових та інженерних проблем із використанням статистичних моделей. Протокол визначає процедуру рандомізації для експерименту та визначає первинний аналіз даних, зокрема при перевірці гіпотези. Під час вторинного аналізу статистичний аналітик далі вивчає дані, щоб запропонувати інші запитання та допомогти спланувати майбутні експерименти. В інженерних програмах мета часто полягає в оптимізації процесу або продукту, а не в тому, щоб піддати наукову гіпотезу перевірці її прогнозної адекватності.[1][2][3] Використання оптимальний (або майже оптимальний) план зменшує витрати на експерименти.[2][7]
2. Контроль якості і керування процесами використовують статистику як інструмент для управління відповідністю специфікаціям виробничих процесів та їх продукції.[1][2][3]
3. Інженерія часу та методів[en] використовує статистику для вивчення повторюваних операцій у виробництві, щоб встановити стандарти та знайти оптимальні (у певному сенсі) виробничі процедури.
4. Інженерія надійності[en], яка вимірює здатність системи виконувати свою передбачувану функцію (і час) і має інструменти для підвищення продуктивності.[2][8][9][10]
5. Імовірнісне проєктування[en], що передбачає використання ймовірності у проєктуванні продукту та системи.
6. Ідентифікація систем[en] використовує статистичні методи для створення математичної моделі динамічної системи із виміряних даних. Ідентифікація системи також включає оптимальне планування експериментів для ефективного генерування інформативних даних для підгонки таких моделей.[11][12]

## Історія
Інженерна статистика датується 1000 р. до н. е. коли був розроблений абак як засіб для обчислення числових даних. У 1600-х роках почався розвиток обробки інформації для систематичного аналізу та обробки даних. У 1654 році була розроблена логарифмічна лінійка для розширених обчислень даних. У 1833 році британський математик на ім'я Чарльз Беббідж розробив ідею автоматичного комп'ютера, яка надихнула розробників Гарвардський університет і IBM на створення першого механічного калькулятора з автоматичним керуванням послідовністю обчислень під назвою MARK I. Інтеграція комп'ютерів і калькуляторів у галузь принесла більш ефективні засоби аналізу даних і початок інженерної статистики.

## Приклади

### Факторний дизайн експерименту
Факторний експеримент — це експеримент, у якому, всупереч стандартній експериментальній філософії, яка передбачає зміну лише однієї незалежної змінної та збереження незмінності всього іншого, одночасно перевіряється декілька незалежних змінних. Завдяки такому плануванню інженери-статисти можуть бачити як прямі ефекти однієї незалежної змінної (основний ефект), а також потенційні ефекти взаємодії, які виникають, коли кілька незалежних змінних дають відмінний результат у випадку, коли працюють разом, ніж у будь-якому випадку кожна окремо.

### Шість сигм
Шість сигма — це набір методів для підвищення надійності виробничого процесу. В ідеалі всі продукти будуть мати однакові характеристики, еквівалентні бажаним, але незліченна кількість недоліків реального виробництва робить це неможливим. Передбачається, що специфікації продукту зосереджені навколо середнього значення, при цьому кожен окремий продукт на певну величину відхиляється від цього середнього з нормальним розподілом. Метою Six Sigma є забезпечення того, щоб прийняті у специфікації межі вкладались у шість стандартних відхилень від середнього значення розподілу; іншими словами, що кожен крок виробничого процесу має шанс не більше 0,00034 % створити дефект.